# 奇妙電視
奇妙電視有限公司（奇妙電視有限公司、英語: Fantastic Television Limited）、略称HOYは、香港の地上波放送局。1993年10月31日に放送を開始した香港のケーブルテレビ局である有線電視が、地上波放送を目指して開設した放送局で、100%出資の子会社である。

## 概況
1993年の放送開始時以来、100万人もの契約者数を獲得している有線電視は、2009年の香港政府による地上波放送局の増設方針に従い、既設の亜洲電視（ATV）および無綫電視（TVB）の独占状態を解消するため、新たに地上波放送局として奇妙電視を設立、2010年1月15日に免許申請を行った。
奇妙電視では、放送免許を取得し次第、2012年の第30回オリンピック・ロンドン大会を放送する予定もあったが、結局2012年には免許審査結果は発表されず、有線電視では、2012年4月22日に奇妙電視によるオリンピック中継の計画は放棄したと発表した。
2013年10月15日に、香港政府からの免許審査結果が発表され、奇妙電視が審査に通ったことが発表された。11月からは、試験用周波数を使用して電波の発信を実施し、その後も試験を続けていたが、本免許の認可は大幅に遅れ、2016年5月31日に、香港政府より正式に無料地上波放送免許の発行が認可された。
奇妙電視では、2017年5月30日までに放送開始する予定で、正式免許発効3ヶ月以内の放送開始を念頭に準備を進めており、7月22日からは、使用予定の2チャンネル（76・77チャンネル）による試験電波の送信も開始された。
2017年5月14日午後8時より、正式に放送を開始。当面、広東語による1チャンネルのみの放送を行い、準備が整い次第、英語を中心とした外国語チャンネルを放送開始の予定である。

## 放送予定のチャンネル
現在予定しているのは2チャンネルで、開局時には、広東語によるハイビジョン放送の1波（「香港開電視」（Hong Kong Open TV, HKOTV））で放送を行う。その後1年以内に、英語などの外国語番組を中心とする1波（「香港国際財経台」（Hong Kong International Business Channel, HKIBC））の放送開始を予定している。